# Багдерин, Пётр Георгиевич
Пётр Гео́ргиевич Багде́рин (род. 9 июня 1943, Пермь, РСФСР, СССР) — российский тренер, спортсмен-самбист. Заслуженный тренер России, ветеран — трёхкратный чемпион мира по самбо среди ветеранов, судья международной категории, заслуженный мастер спорта России, заслуженный работник высшей школы РФ, заслуженный профессор Пермского университета.

## Биография
В 1971 года окончил вечернее отделение юридического факультета Пермского университета. С 1971 по 1973 год работал старшим юрисконсультом управления «Запурал-комплектооборудование», одновременно тренировал сборную команду университета по борьбе самбо.
В дальнейшем перешел работать на кафедру физического воспитания и спорта университета, сначала — преподавателем, потом — старшим преподавателем, доцентом, а с 1 июля 1999 года — профессором; с 2002 по 2012 — заведующий кафедрой.
В 1997 году по кафедре физической культуры и спорта Пермского университета присвоено учёное звание доцента; в 2001 году  — звание профессора.
В 2019 году присвоено звание заслуженный профессор Пермского университета.

## Спортивные и тренерские достижения
Подготовил 35 мастеров спорта, 5 мастеров спорта международного класса, среди воспитанников — четыре заслуженных тренера России, один заслуженный работник физической культуры Российской Федерации, чемпионы и призеры чемпионатов мира, Европы, России.
В 1984 году ему присвоено звание «Заслуженный тренер России», судья международной категории (1997), ветеран — заслуженный мастер спорта России (2018), чемпион мира по самбо  среди ветеранов (Вена, 1996, Прага, 2005, Ташкент, 2006).
Подготовил команду Пермской области — победителя IX летней спартакиады РСФСР, команду ПГНИУ — победителей I и II спартакиад молодежи Пермского края (2010, 2014), IV и VII Всероссийских фестивалей студенческого спорта (Смоленск, 2012; Екатеринбург, 2015).

## Научная деятельность
Основные научные работы посвящены проблемам использования экологически благоприятных условий для реабилитации детей и взрослых путем применения физических и других воздействий на организм человека, анализу подготовки спортсменов в условиях вуза, гуманизации физической культуры, пропаганде здорового образа жизни. Имеет звание «Заслуженный работник высшей школы Российской Федерации».
Автор и соавтор 102 опубликованных работ, среди которых — учебные пособия «Основы рационального использования средств физической культуры» (1997), «Соревновательная деятельность в борьбе самбо» (1999), «Пути совершенствования в борьбе самбо» (2000), «Физическая культура и здоровый образ жизни» (2007), «Самостоятельные занятия студентов атлетической гимнастикой» (2008), «Физическая культура студентов нефизкультурных вузов» (2010), методических рекомендаций «Соискателю ученой степени» (2006), монографии «Развитие и саморазвитие личности студента средствами легкой атлетики» (2011).

## Награды
- Нагрудный знак «Ветеран — заслуженный мастер спорта России» (2018).
- Лауреат премии губернатора Пермского края в номинации «Высшее спортивное мастерство» (2012).
- Почётный знак «За заслуги в развитии физической культуры и спорта» (2003).
- Знак «Отличник физической культуры» (1991).
- Почётный знак Центрального совета ДСО «Буревестник» (1984).
- Знак «Победитель социалистического соревнования» (1979).